# Цирк бабочек
«Цирк бабочек» (англ. The Butterfly Circus) — короткометражный независимый фильм американского режиссёра Джошуа Вайгеля с Ником Вуйчичем, Дагом Джонсом и Эдуардо Верастеги в главных ролях. Картина получила премию размером 100 тысяч долларов в благотворительном проекте «Дорпост Филм Проджект».

## Сюжет
Действие картины разворачивается во времена Великой депрессии. Мендес — директор цирка «Бабочка» и вместе с труппой он приезжает в Южную Каролину. Здесь он посещает местную ярмарку, где встречает несчастного молодого человека Уилла, с рождения не имеющего рук и ног и вынужденного выставлять себя напоказ. После встречи с Мендесом Уилл решает вступить в его труппу и прячется в одной из машин цирка «Бабочка». Мендес и циркачи тепло приветствуют юношу. Уилл узнаёт печальные истории членов труппы и то, как Мендес вернул им любовь к жизни. В один день Уилл случайно выясняет, что может плавать и решает выполнить на сцене сложный трюк: подняться под купол, а затем спрыгнуть в небольшой бассейн с водой. Он счастлив тому, что смог обрести веру в себя.

## В ролях
| Актёр             | Роль    |
| ----------------- | ------- |
| Ник Вуйчич        | Уилл    |
| Эдуардо Верастеги | Мендес  |
| Даг Джонс         | Отто    |
| Марк Аттеберри    | ведущий |
| Коннор Розен      | Сэмми   |
| Мэтт Оллмен       | Джордж  |
| Лекси Перл        | Анна    |
| Боб Йоркис        | Поппи   |
| Кирк Бовилл       | Джимми  |

## История создания
Идея создания картины впервые пришла к Джошуа и Ребекке Вайгелям, супружеской паре кинематографистов из Лос-Анджелеса, после того, как они увидели видео с лекциями Ника Вуйчича. Написав сценарий, Вайгели обратились в службу по связи с общественностью Вуйчича. Ник положительно оценил сценарий и подписал контракт на роль в картине. Даг Джонс согласился на съёмки в «Цирке бабочек» под впечатлением от одной из предыдущих короткометражек Вайгеля. По воспоминаниям режиссёра, ему было важно найти подходящего исполнителя на роль Мендеса, однако он не предполагал всерьёз, что Эдуардо Верастеги, поклонником которого Вайгель был после просмотра фильма «Белла», согласится на участие в короткометражке.
Согласно автобиографии Вуйчича, съёмки с ним заняли не больше недели. Он сам выполнял трюки в фильме, в том числе связанные с нырянием. Для страховки его подвешивали над площадкой на специальных ремнях.
После получения премии благотворительного проекта «Дорпост Филм Проджект», Вайгели объявили о намерении снять полнометражный фильм на основе «Цирка бабочек».

## Награды и номинации
| Награды и номинации                     | Награды и номинации | Награды и номинации                                        | Награды и номинации | Награды и номинации |
| Награда                                 | Год                 | Категория                                                  | Номинирован(а)      | Итог                |
| --------------------------------------- | ------------------- | ---------------------------------------------------------- | ------------------- | ------------------- |
| Фестиваль независимого кино в Эшленде   | 2010                | Приз зрительских симпатий за лучший короткометражный фильм |                     | Победа              |
| Кинофестиваль «Хартлэнд»                | 2010                | Приз зрительских симпатий за лучший короткометражный фильм |                     | Победа              |
| Кинофестиваль «Хартлэнд»                | 2010                | Лучший короткометражный фильм                              |                     | Победа              |
| Кинофестиваль в Седоне                  | 2011                | Приз зрительских симпатий за лучший короткометражный фильм |                     | Победа              |
| Кинофестиваль в Седоне                  | 2011                | Лучший короткометражный фильм по мнению режиссёров         |                     | Победа              |
| Фестиваль независимого кино Method fest | 2010                | Приз зрительских симпатий за лучший короткометражный фильм |                     | Победа              |
| Фестиваль независимого кино Method fest | 2010                | Лучший короткометражный фильм                              |                     | Победа              |
| Фестиваль независимого кино Method fest | 2010                | Лучшая мужская роль в короткометражном фильме              | Ник Вуйчич          | Победа              |